# Limdep
Limdep ist eine kommerzielle, windows-basierte Ökonometrie-Software der US-amerikanischen Firma Econometric Software, Inc. Die erste Version der Software wurde 1980 entwickelt.

## Leistungsumfang und Anwendungsbereich
Limdep hat seinen Anwendungsschwerpunkt im Bereich Auswertung von Regressionsmodelle für diskret abhängige Variablen bzw. Zielgrößen (Logistische Regression).
Eine Regression im statistischen Sinn ist die Quantifizierung einer Ursache-Wirkungs-Beziehung. Es wird dabei zwischen abhängigen und erklärenden Variablen unterschieden. Die abhängigen Variablen entsprechen der Wirkung. Die erklärenden oder auch unabhängigen Variablen entsprechen der Ursache. Bei der logistischen Regression im Besonderen wird eine Variable, die sich auf dem Skalenniveau der Nominalskala befindet, durch das Regressionsmodell erklärt. Eine nominal skalierte Variable hat unterscheidbare Ausprägungen, die nicht in eine Rangfolge gebracht werden können: z. B. die Variable „Geschlecht“ mit den Merkmalsausprägungen „männlich“ und „weiblich“ oder die Variable „Kreditzahlungsverhalten“ mit der Merkmalsausprägung „es wird gezahlt“ und „es wird nicht gezahlt“. Ziel einer Regressionsanalyse ist es auf Grundlage von bekannten Werten für Ursache- und Wirkungsvariablen ein Modell zu entwickeln mit dem unbekannte Daten geschätzt werden können. Ziel wäre es also abschätzen zu können, ob ein Kreditnehmer eher kreditwürdig ist oder eher nicht bevor ein Kredit vergeben wird.
Alleinstellungsmerkmal der Software ist die verarbeitbare Modellkomplexität, die im Wesentlichen nur durch praktische Modellüberlegungen, Arbeitsspeicher und Rechenzeit begrenzt ist. Neben Logistischer Regression ist ein weiterer Anwendungsbereich der Software die Zeitreihenanalyse. Für die Software Limdep gibt es ein Erweiterungsmodul mit Namen Nlogit.
Limdep findet verbreitet Anwendung in Forschung, Studium und Verwaltung. Es wird eingesetzt für die Paneldatenanalyse und in der Ökonometrie. Es sind Logit-, Probit-, Tobit-Modelle und “discrete-choice”-Modelle rechenbar.

## Alternativen
Alternativen zu Limdep sind die kommerziellen Produkte Stata, SAS, RATS bzw. WinRATS sowie EViews.
Zur alternativen freien Software gehören GNU R und gretl speziell für Zeitreihenanalyse.